# Аниково (Судиславский район)
Аниково — деревня в Судиславском сельском поселении Судиславского района Костромской области России. 

## География
Деревня расположена у реки Меза.

## История
Согласно Спискам населенных мест Российской империи в 1872 году деревня Аникино относилась к 2 стану Кинешемского уезда Костромской губернии. В ней числилось 22 двора, проживали 79 мужчин и 85 женщин.
Согласно переписи населения 1897 года в деревне проживало 155 человек (58 мужчин и 97 женщин).
Согласно Списку населенных мест Костромской губернии в 1907 году деревня относилась к Колшевской волости Кинешемского уезда Костромской губернии. По сведениям волостного правления за 1907 год в ней числилось 40 крестьянских двора и 184 жителя. В деревне имелась школа, порошковый завод. Основным занятием жителей Колшевской волости, помимо земледелия, была работа бондарями, дегтярями, угольщиками, пильщиками, рабочими на химических заводах.
До муниципальной реформы 2010 года деревня также входила в состав Судиславского сельского поселения Судиславского района.

## Население
| 2008 | 2010 | 2014 |
| ---- | ---- | ---- |
| 0    | →0   | →0   |